# Durlangen
Durlangen là một thị trấn nằm ở huyện Ostalbkreis, thuộc bang Baden-Württemberg, Đức.